# Aegapheles kixalles
Aegapheles kixalles är en kräftdjursart som först beskrevs av Bruce 2004.  Aegapheles kixalles ingår i släktet Aegapheles och familjen Aegidae.
Artens utbredningsområde är Nya Kaledonien. Inga underarter finns listade i Catalogue of Life.